# Own the Night
Own the Night è il terzo album in studio del gruppo country statunitense Lady Antebellum. L'album, pubblicato il 13 settembre 2011, è stato preceduto dal singolo Just a Kiss che ha raggiunto la top 10 della Billboard Hot 100.
Nei primi sei mesi del 2012, l'album ha venduto 465.000 copie negli Stati Uniti. Si tratta del secondo album dei Lady Antebellum a raggiungere la numero 1 negli States e in Canada, ed è uno degli album di musica country di maggior successo del 2011.
Owm the Night vinse il Grammy Award al miglior album country nel 2012.
Il primo singolo estratto, "Just a Kiss", entrò nella top 10 negli Stati Uniti.

## Critica
Il New York Times ha recensito positivamente l'album, definendolo "un album brillante" e dicendo che l'atteggiamento arrogante presente nelle canzoni contribuisce a renderlo uno degli album più belli dell'anno. Inoltre Own the Night è un grande passo avanti per un gruppo che sembrava destinato a diventare famoso senza lasciare un vero segno nella musica.
Entertainment Weekly ha dato una "B" all'album commentando: "con il loro semplice ritmo pop-country e le armonie soul, Charles Kelly, Hilary Scott e Dave Haywood - i componenti del gruppo - sono maestri nel vendere la dolcezza, che impiegano qui con distinti risultati".

## Tracce
1. We Owned the Night – 3:17 (Haywood, Kelley, Dallas Davidson)
2. Just a Kiss – 3:41 (Haywood, Kelley, Scott, Davidson)
3. Dancin' Away with My Heart – 3:53 (Haywood, Kelley, Scott, Josh Kear)
4. Friday Night – 2:57 (Eric Paslay, Rose Falcon, Rob Crosby)
5. When You Were Mine – 4:53 (Haywood, Kelley, Scott, Busbee)
6. Cold as Stone – 4:47 (Haywood, Kelley, Scott, Hillary Lindsey)
7. Singing Me Home – 3:52 (Haywood, Kelley, Rivers Rutherford)
8. Wanted You More – 4:02 (Haywood, Kelley, Scott, Matt Billingslea, Dennis Edwards, Jonathan Long, Jason Gambill)
9. As You Turn Away – 3:55 (Haywood, Kelley, Scott, Monty Powell)
10. Love I've Found in You – 3:53 (Haywood, Kelley, Scott, Patrick Davis)
11. Somewhere Love Remains – 4:51 (Haywood, Kelley, Scott, Powell)
12. Heart of the World – 3:43 (Tom Douglas, Travis Hill)
13. Need You Now (Piano Version) – 4:00 (Dave Haywood, Josh Kear, Charles Kelley, Hillary Scott)

## Classifiche
| Paese             | Posizione massima |
| ----------------- | ----------------- |
| Argentina         | 18                |
| Australia         | 5                 |
| Austria           | 38                |
| Belgio (Fiandre)  | 31                |
| Belgio (Vallonia) | 95                |
| Canada            | 1                 |
| Danimarca         | 26                |
| Finlandia         | 44                |
| Francia           | 69                |
| Norvegia          | 28                |
| Nuova Zelanda     | 2                 |
| Paesi Bassi       | 25                |
| Regno Unito       | 4                 |
| Spagna            | 77                |
| Stati Uniti       | 1                 |
| Svezia            | 39                |
| Svizzera          | 8                 |

### Classifiche di fine anno
| Classifica di fine anno (2011) | Posizione |
| ------------------------------ | --------- |
| Stati Uniti                    | 25        |
| Classifica di fine anno (2012) | Posizione |
| Stati Uniti                    | 12        |